# بيوي تان ترونغ
بيوي تان ترونغ (بالفيتنامية: Bùi Tấn Trường) هو لاعب كرة قدم فيتنامي في مركز حراسة المرمى، ولد في 19 فبراير 1986 في محافظة دون تاب في فيتنام. شارك مع منتخب فيتنام تحت 23 سنة لكرة القدم ومنتخب فيتنام لكرة القدم. أما مع النوادي، فقد لعب مع نادي بيكامكس بين دونغ ونادي سايغون ونادي سوان تان سايغون.